# Los No
Los No fueron una banda española de rock creada en Barcelona en el año 1965. Sus componentes eran Víctor Portolés (guitarra rítmica), José Luis Tejada (cantante), Ángel Pascual -Eddy- (bajo), Roberto Salom (batería) y Juan Pedro Gómez (guitarra solista).

## Biografía
Influidos por grupos británicos de Rythm and blues y rock como The Rolling Stones, The Who, The Small Faces, The Kinks, The Troggs o Them, su estilo destacaba por su crudeza y por un intenso empleo de la distorsión (lo que ha hecho que algunos críticos vean en ellos un claro precedente español, junto a grupos como Los Salvajes, Los Shakers, Los Polares, Los Huracanes o Los Cheyenes del Garage rock y del estilo denominado Freakbeat). Además, su aspecto, sus trajes y sus peinados los acercaban a la estética mod entonces imperante en Reino Unido, por lo que también han sido catalogados como uno de los primeros grupos españoles netamente mods. De hecho, durante el año 1966, solían acabar algunos de sus conciertos destrozando sus guitarras, en un reflejo-imitación de lo que, por aquel entonces, hacían los británicos The Who.
Durante su corta vida publicaron dos EP, obteniendo cierto éxito sobre todo en su Cataluña natal, en Valencia, en Aragón y en las Islas Baleares. Como curiosidad, destacar que durante la celebración del referéndum convocado por el régimen franquista para la aprobación de la Ley Orgánica del Estado, en diciembre de 1966, el grupo tuvo serios problemas para que sus canciones fueran programadas en las emisoras de radio (precisamente cuando acababan de publicar su segundo disco); ya que el régimen realizó una intensa campaña a favor del "sí" y el nombre de la banda (Los No) parecía emitir un mensaje subliminal en contra de la postura gubernamental.
En 1967 representaron a España en el festival MIDEM de la Industria discográfica europea, celebrado en Cannes.
A mediados de ese mismo año se disolvieron. Sus componentes se integrarían posteriormente en otras bandas españolas como Barrabás, Los Canarios y Nubes Grises.

## Discografía
- Ep: "La Llave / Sentada a mi Lado / Gloria / Lloro por Ti" (Vergara, 1966).
- Ep: "Moscovit / Pienso / Niña Difícil / Incomprendidos" (Vergara, 1966).